# Malangi, Tirumakudal Narsipur
Malangi là một làng thuộc tehsil Tirumakudal Narsipur, huyện Mysore, bang Karnataka, Ấn Độ.